# Ponciano dos Santos
Ponciano Stenzel dos Santos (Osório, 30 de julho de 1902 – Rio Grande do Sul,  14 de novembro de 1987) foi um padre, professor e político brasileiro, filho de Avelino dos Santos Stenzel e de Maria Cecília Stenzel. Militante integralista, exerceu mandatos de vereador e de deputado federal.

## Biografia
Frequentou o Seminário Provincial do Rio Grande do Sul, em São Leopoldo. Após a ordenação foi Professor de Filosofia no Instituto Rio-Grandense de Letras e fiscal do ensino secundário.
Foi transferido para Vitória, onde iniciou sua carreira política sendo eleito vereador em 1934, pela Ação Integralista Brasileira (AIB), movimento nacionalista e anticomunista, que defendia um Estado Corporativo e cristão contra o liberalismo, o materialismo e o cosmopolitismo, liderado por Plínio Salgado. Chegou pertencer à Câmara dos Quatrocentos, órgão de assessoramento da chefia nacional da AIB, composto por personalidades das "diversas províncias integralistas", sendo um dos sete padres que integraram este órgão.
Após o fim da ditadura do Estado Novo, liderou a organização do Partido de Representação Popular (PRP) no Espírito Santo, legenda que sucedeu a AIB e reagrupou o Integralismo. Voltou a exercer o cargo de vereador de Vitória entre 1947 e 1949 e de vereador de Cachoeiro do Itapemirim entre 1949 e 1951. Em outubro de 1950, foi eleito deputado federal pelo Espírito Santo na legenda do PRP, sendo reeleito nas eleições de 1954.
Durante seus dois mandatos como deputado federal, atuou como líder do PRP na câmara, vice-líder do PRP e também como vice-líder da maioria.
Nas eleições gerais de 1958, concorreu a uma vaga no Senado Federal pelo PRP, mas não conseguiu se eleger. Deixou a Câmara dos Deputados em janeiro de 1959, ao final do mandato.
Nas eleições de outubro de 1962, foi novamente candidato a deputado federal, terminando como suplente.
Desde então, ele deixou a carreira política para focar no sacerdócio e no estudo da psicologia, no subúrbio carioca da Piedade.
Faleceu em 14 de novembro de 1987, na cidade do Rio de Janeiro.